# Stella Court Treatt
Stella Maud Court Treatt, FRGS (11 de marzo de 1895 – 20 de diciembre de 1976), nacida como Stella Maud Hinds, fue una cineasta, escritora y aventurera sudafricana, cuyos viajes a través de África quedaron reflejados en una serie de libros y de películas. 

## Semblanza
Stella Maud Hinds nació en Blaauwbank, cerca de Randfontein, en la República de Sudáfrica, el 11 de marzo de 1895. Era hija de Alice Maud Jennings y de Thomas Charles Hinds, un burgués de la República Sudafricana propietario de una granja cerca de Magaliesburg. La hermana de Stella, (Hilda) Grace Hinds, era la madre de John Cranko, el bailarín y coreógrafo de ballet sudafricano. El esposo de Grace, Herbert Cranko, ayudó a recaudar dinero y obtener permisos para la posterior expedición de Stella con Chaplin Court Treatt desde el Cabo a El Cairo. 
En 1923, Stella se casó con el Mayor Chaplin Court Treatt, un piloto de las Fuerzas Aéreas a quien se le había encomendado la tarea de inspeccionar y construir aeródromos para la parte sur de la ruta aérea Transafricana. En 1924, después de un tiempo en Inglaterra para obtener los permisos necesarios, Stella y Chaplin Court Treatt, junto con el hermano de Stella, Errol Hinds, y varios otros expedicionarios, emprendieron un viaje en automóvil de diecisiete meses desde Ciudad del Cabo hasta El Cairo. En 1926, los Treatt viajaron al Sudán anglo-egipcio para filmar un documental sobre la vida silvestre. Los Court Treatt se divorciaron después de varios viajes juntos. En 1937, Stella se casó con Robert "Bob" Mosley Yeo, un médico que la había estado tratando en Sudáfrica, y se mudaron a la India. El matrimonio finalmente regresó a Sudáfrica. Stella Maud Mosley Yeo murió en Johannesburgo el 20 de diciembre de 1976.

## Expedición de El Cabo a El Cairo

Mapa del ferrocarril entre El Cabo y El Cairo, con los antiguos dominios británicos en África (la "franja roja")

La expedición Court Treatt fue el primer intento exitoso de conducir un automóvil desde Ciudad del Cabo ("El Cabo"), Sudáfrica, a El Cairo, Egipto. Un grupo de ocho personas, entre los que figuraba  el matrimonio Court Treatt y el hermano de Stella, Errol Hints, recorrió 20.500 km durante 16 meses en dos camionetas de la marca Crossley, atravesando África de sur a norte circulando exclusivamente por terrenos controlados por el imperio británico.
La expedición se propuso seguir explícitamente la "línea roja" trazada en su momento por Cecil Rhodes, que conectaba Ciudad del Cabo con El Cairo, aunque restringiendo su ruta a territorios bajo dominio británico.
Al norte de Nairobi, la expedición atravesó la región del Sudd, la región de los grandes humedales centrales de Sudán del Sur, donde casi nunca recorrían más de ocho millas por día, y con frecuencia dependían de las personas (a menudo cientos a la vez) que vivían a lo largo de la ruta para arrastrar y tirar de las camionetas, que en ocasiones debían ser transportadas en balsa a través de ríos y pantanos.
Cuando los Treatt regresaron a Inglaterra, "su viaje se celebró como un triunfo del espíritu británico y la superioridad de la ingeniería británica". En 1927, poco después de su regreso, Stella publicó Cape to Cairo: The Record of a Historic Motor Journey y la película de la expedición, Cape to Cairo, se proyectó en Gran Bretaña y Estados Unidos, "acompañada de conferencias y numerosas entrevistas protagonizadas por la glamurosa Stella Court Treatt". Los periódicos y los anunciantes transformaron a los Treatt en celebridades, con Crossley Motors y la North British Rubber Company publicando anuncios junto a las entrevistas con Stella. 
La huelga general de 1926, que comenzó tres meses después de su regreso a Inglaterra, proporcionó un telón de fondo para el relato de Stella sobre la expedición de Treatt. La derechista Organización para el Mantenimiento de Suministros Británica, que en ese momento era una agencia gubernamental, coordinó a los conductores de automóviles y camiones para que trabajaran como rompehuelgas voluntarios para mover suministros y proporcionar transporte público.
Stella conoció al rey Jorge V y a la reina María en el Palacio de Buckingham, y la firma de fotografía londinense Bassano Ltd, Royal Photographers realizó un retrato de la exploradora.

## Expedición a Sudán
En 1928, después de pasar dos años en Inglaterra, los Treatt partieron nuevamente hacia Sudán para realizar un reportaje cinematográfico sobre la vida salvaje de Sudán. Su viaje comenzó en Port Sudan y continuó a lo largo del ferrocarril hasta El Obeid, llevando a los Treatt a lugares como Abu Gabra que habían visitado durante su anterior expedición del Cabo a El Cairo. Se produjeron dos películas, Stampede (1930) y Stark Nature (1930). 
Stampede es un romance escrito por Stella que se refiere a un hombre llamado Boru y cómo encontró el amor con Loweno y terminó siendo un "Sheikh", después de quedarse huérfano, cuando un león mató a su madre y siendo adoptado por un jeque Habbaniya, quien posteriormente pierde su vida junto con su hijo durante una sequía, quedando el puesto de jeque para Boru. La película se organiza en torno a un tropo visual racista de "africanos primitivos" y sus estrechos vínculos con la vida silvestre.
Stark Nature (1930) también se organizó en torno al tópico racista de "africanos primitivos" y "europeos modernos". La película comienza con un baile de cabaret en Londres para ofrecer un contraste con la danza africana. En Sudan Sand: filming the baggara Arabs (1930) Stella describe la construcción de un río artificial para proporcionar un escenario adecuado para una película sobre la vida silvestre: "hay más bosque del que sabemos qué hacer con él. La verdadera dificultad radica en encontrar un bosque adecuado con un curso de agua natural que corra en el mismo lugar". Al igual que la narrativa de Cape to Cairo (1927), la historia de Sudan Sand (1930) gira en torno a las dificultades que encontraron los Treatt al intentar obligar a los súbditos coloniales a cavar un río sin compensación ni herramientas adecuadas ni ningún propósito obvio en el calor de África Ecuatorial. 

Muchos hombres han estado trabajando en el "río" y está empezando a parecer bastante convincente, aunque, debido a la pereza de los árabes, todavía es bastante poco profundo.
Stella Court Treatt. Sudan Sand: filming the baggara Arabs, 1930, George G. Harrap & Company Ltd., pp. 72.

Stark Nature (1930) recibió críticas de distinto signo. Algunos se quejaron de que todo el corte entre las secuencias de danza "primitivas y modernas" estaba sobrecargado; otros escribieron que la narrativa era demasiado artificial para una "película sobre la naturaleza".

## Obras publicadas

### Literatura
- Treatt, Stella Court (1940). «Kima (from Sudan Sand)».  En Body, Alfred Harris, ed. Animals All: An Anthology for Schools. Cambridge University Press. pp. 37-39.
- Treatt, Stella (1930). Sudan Sand: filming the baggara Arabs. London: George G. Harrap & Company Ltd.
- Treatt, Stella Court (1930). Stampede: A Romance of Arab Life. London: Hutchinson & Company, Limited.
- Treatt, Stella Court (1927). Cape to Cairo: The Record of a Historic Motor Journey. Boston: Little, Brown, and Company.

### Filmografía
- Stella Court Treatt (co-director) (1926). Cape to Cairo (Motion Picture).
- Stella Court Treatt (co-director, script writer) (1929). Stampede (Motion Picture).
- Stella Court Treatt (co-director, script writer) (1930). Africa in Flames (re-release of Stampede) (Motion Picture).
- Stella Court Treatt (co-director, script writer) (1930). Stark Nature (Motion Picture).